# Het Huis Anubis en de terugkeer van Sibuna!
Het Huis Anubis en de terugkeer van Sibuna! (en españolː La Casa Anubis y el regreso de Sibuna!) es una película belga de Studio 100, basada en la serie de televisión Het Huis Anubis, y que marcó el final definitivo de la misma.
Dirigida por Dennis Bots, se estrenó el 31 de octubre de 2010 en Nickelodeon. 

## Argumento
Después del último misterio de la Casa de  Anubis, cada estudiante ha seguido su camino. Nienke estudia medicina y trabaja en el hospital cuando Appie se presenta repentinamente en la emergencia. Ella descubre que está maldecido por una orden germánica. Cuando Appie está en el hospital, recibe una visita de su novia Belona. ¿Y es Belona quien dice que es? Solo hay una manera de descubrirlo, reunir a Sibuna. Pero ¿podrán los viejos residentes dejar de lado sus propias diferencias y disputas? 

## Reparto
| Actor             | Personaje          |
| ----------------- | ------------------ |
| Loek Beernink     | Nienke Martens     |
| Lucien van Geffen | Fabian Ruitenburg  |
| Iris Hesseling    | Amber Rozenbergh   |
| Kevin Wekker      | Appie Tayibi       |
| Sven de Wijn      | Jeroen Cornelissen |
| Daan Hugaert      | Bertram            |
| Nicolette van Dam | Belona             |
| Hans Ligtvoet     | Arts               |
| Metta Gramberg    | Jefa de Enfermería |
| Stephan Tock      | Agente             |
| Richard de Maaré  | Blonde Germaan     |
| Sven De Ridder    | Fotógrafo          |
| Gert De Loenen    | Guardia del museo  |
| Martin Pragt      | Guardia del museo  |
| Jennifer Welts    | Sterre             |
| Alex Molenaar     | Pim                |
| Roel Dirven       | Raphael            |
| Juliann Ubbergen  | Marcel             |

## Antecedentes
- El rodaje duró tres semanas.
- Se rodaron escenas en Tongeren, y el Museo Museo Galo-Romano.
- Las escenas del hospital fueron filmadas en el Hospital Universitario de Lovaina, Bélgica
- Algunas escenas fueron filmadas en Anubis The Ride, de Plopsaland de Panne.
- Cuatro de los personajes del spin-off, Het Huis Anubis en de Vijf van het Magische Zwaard, Sterre, Pim, Marcel y Raphael, tienen un pequeño papel de extras en esta película.